# Caution Radiation Area
Caution Radiation Area è il secondo album in studio del gruppo musicale italiano Area, pubblicato nel 1974 dalla Cramps Records.

## Il disco
Il disco rappresenta il primo a figurare la formazione storica del gruppo, che incise sei album tra il 1974 e il 1977. Si tratta infatti del primo album senza il sassofonista Victor Edouard Busnello e il bassista Patrick Djivas, quest'ultimo sostituito da Ares Tavolazzi (proveniente dai The Pleasure Machine).

## Tracce
Testi di Sergio Albergoni, musiche di Terzo Fariselli, Ares Tavolazzi e Giampaolo Tofani.
Lato A
1. Cometa rossa – 4:00
2. ZYG (crescita zero) – 5:27
3. Brujo – 8:02

Lato B
1. MIRage? Mirage! – 10:27
2. Lobotomia – 4:23

## Formazione
Gruppo
- Giulio Capiozzo – percussioni, batteria
- Patrizio Fariselli – pianoforte elettrico, pianoforte, clarinetto basso, percussioni, sintetizzatore A.R.P.
- Ares Tavolazzi – basso elettrico, basso acustico, trombone
- Paolo Tofani – chitarra elettrica, sintetizzatore E.M.S., flauto
- Demetrio Stratos – voce, organo Hammond, clavicembalo, steel pan, percussioni

Produzione
- Area – produzione
- Piero Bravin – ingegneria del suono
- Ambrogio Ferrario – assistenza tecnica